# رايموندو فولغينسيو
رايموندو فولغينسيو (بالإسبانية: Raymundo Fulgencio Verguiador) هو لاعب كرة قدم مكسيكي، ولد في 12 فبراير 2000 في مدينة فيراكروز في المكسيك. لعب مع تيبورونيس روخوس دي فيراكروز.

## وصلات خارجية
- رايموندو فولغينسيو على موقع قاعدة بيانات كرة القدم.إي يو (الإنجليزية)
- رايموندو فولغينسيو على موقع Soccerway.com (الإنجليزية)